# Халілов Манаф Абас-огли
Манаф Абас огли Халілов (1899, місто Баку, тепер Азербайджан — 14 липня 1944, виправно-трудовий табір) — радянський діяч, 1-й заступник голови Ради народних комісарів Азербайджанської РСР. Член ЦК КП(б) Азербайджану в 1938 році. Депутат Верховної Ради Азербайджанської РСР 1-го скликання (1938). Депутат Верховної Ради СРСР 1-го скликання (1937—1938).

## Біографія
Член РКП(б) з 1919 року.
З 1919 року — на господарській роботі в Азербайджанській РСР.
На 1937 рік — завідувач 4-го промислу тресту «Леніннафта» Азербайджанської РСР та член бюро Ленінського районного комітету КП(б) Азербайджану міста Баку.
13 листопада 1937 — 29 червня 1938 року — 1-й заступник голови Ради народних комісарів Азербайджанської РСР і тво. народного комісара легкої промисловості Азербайджанської РСР.
29 червня 1938 року аарештований органами НКВС за звинуваченням у керівництві «Запасним правотроцькістським центром контрреволюційної націоналістичної організації». Як і інші арештанти у цій справі, зазнав тортур і побиття, у зв'язку з чим був змушений визнати висунуте проти нього звинувачення. Виключений з членів ВКП(б). У 1939 році відмовився від своїх показань. Після цього справа кілька разів поверталася на додаткове слідство.
У 1941 році засуджений вироком суду на 15 років виправно-трудових таборів з конфіскацією майна. 14 липня 1944 року помер у виправно-трудовому таборі. У 1955 році ухвалою Військової Колегії Верховного Суду СРСР посмертно реабілітований.